# Mengen positiver Reichweite
Mengen positiver Reichweite (engl.: sets with positive reach) sind in der Geometrie eine Klasse von Teilmengen Euklidischer Räume (oder allgemeiner Riemannscher Mannigfaltigkeiten), die das Konzept konvexer Mengen verallgemeinern. Sie wurden 1959 von dem US-amerikanischen Mathematiker Herbert Federer eingeführt. Mengen positiver Reichweite haben vor allem in der geometrischen Maßtheorie und der Krümmungstheorie Verbreitung gefunden. Sie sind fähig, reale Objekte flexibler zu modellieren als beispielsweise differenzierbare Mannigfaltigkeiten und dennoch einfach genug, um analytischen Methoden zugänglich zu sein.

## Definitionen
Sei {\displaystyle A\subseteq \mathbb {R} ^{n}} eine Teilmenge eines Euklidischen Raumes.
Hinweis: Manche Autoren setzen hier eine nicht-leere Teilmenge einer glatten, zusammenhängenden Riemannschen Mannigfaltigkeit voraus.
Weiter sei {\displaystyle d_{A}(x):=\inf _{a\in A}\|x-a\|_{2}} die zugehörige Distanzfunktion, wobei {\displaystyle \|.\|_{2}} die Euklidische Norm bezeichne.
Darauf aufbauend, lassen sich nun folgende Begriffe formulieren:

### Eindeutig nächster Punkt
Mit
{\displaystyle Unp(A):=\{x\in \mathbb {R} ^{n}|\exists !\ a^{*}\in A:d_{A}(x)=\|x-a^{*}\|_{2}\}}
wird die Menge aller eindeutig nächsten Punkte von {\displaystyle A} bezeichnet (von engl.: unique closest points). Der Quantor {\displaystyle \exists !} meint dabei Existenz und Eindeutigkeit des nächsten Punktes in {\displaystyle A}.
Es ist leicht zu sehen, dass stets {\displaystyle A\subseteq Unp(A)} gelten muss.
Die kanonische Surjektion {\displaystyle \Pi _{A}\colon Unp(A)\to A\ ;\ x\mapsto a^{*}} wird die metrische Projektion auf {\displaystyle A} genannt. Eingeschränkt auf {\displaystyle A} ist sie die Identität.

### Reichweite eines Punktes
Es sei für einen Punkt {\displaystyle x\in \mathbb {R} ^{n}} und ein {\displaystyle \varepsilon >0} {\displaystyle B^{\circ }(x;\varepsilon )=\{y\in \mathbb {R} ^{n}|\|x-y\|_{2}<\varepsilon \}} die offene Kugel um {\displaystyle x} mit Radius {\displaystyle \varepsilon }. Dann sei für einen Punkt {\displaystyle a\in A}
{\displaystyle reach(A;a):=\sup\{r\geq 0|B^{\circ }(a;r)\subseteq Unp(A)\}}
die Reichweite dieses Punktes.

### Reichweite einer Menge
Obige Definition lässt sich in natürlicher Weise auf Mengen übertragen, so sei schließlich
{\displaystyle reach\ A:=\inf _{a\in A}\ reach(A;a)}
die Reichweite von {\displaystyle A}.
Es gibt eine anschauliche Erklärung dieses Begriffes: Hat eine Menge {\displaystyle A} positive Reichweite, dann ist ihr Rand {\displaystyle \partial A} glatt genug, um einen Ball mit Radius {\displaystyle reach\ A} an ihm entlang zu rollen.

## Eigenschaften
- Mengen mit positiver Reichweite sind notwendig abgeschlossen, das heißt, der erwähnte Rand ist in der Menge enthalten.
- Eine Menge hat genau dann unendliche Reichweite, wenn sie abgeschlossen und konvex ist.
  - Insbesondere hat also eine konvexe (abgeschlossene) Menge positive Reichweite.
- Eine kompakte zusammenhängende {\displaystyle {\mathcal {C}}^{2}}-Untermannigfaltigkeit des euklidischen Raums hat positive Reichweite.
- Für beliebige Mengen {\displaystyle A} ist die Distanzfunktion {\displaystyle d_{A}} Lipschitz-stetig mit Konstante 1.
- Außerdem ist die Zuordnung {\displaystyle a\mapsto reach(A;a)} stetig auf {\displaystyle A}.
- Hat {\displaystyle A} zusätzlich positive Reichweite, so ist auch die metrische Projektion {\displaystyle \Pi _{A}} auf {\displaystyle A_{r}=\{x\in \mathbb {R} ^{n}|d_{A}(x)\leq r\}} für jedes {\displaystyle 0\leq r<reach\ A} Lipschitz-stetig.